# Arco vulcanico
Da non confondere con Cintura vulcanica.

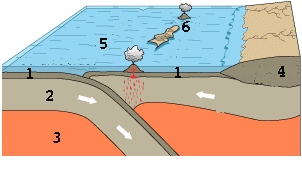
Figura che rappresenta la formazione di un arco insulare. 1) Crosta oceanica 2) Litosfera 3) Mantello 4) Crosta continentale 5) Fossa oceanica 6) Arco insulare.

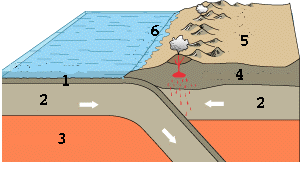
Figura che rappresenta la formazione di un arco continentale. 1) Crosta oceanica 2) Litosfera 3) Mantello 4) Crosta continentale 5) Arco continentale 6) Fossa oceanica.

Un arco vulcanico è una catena di isole vulcaniche (o di montagne) che si formano quando una zolla sprofonda e scorre sotto un'altra (subduzione) creando un insieme di vulcani più o meno allineati lungo una curva: quando una crosta oceanica scorre sotto un'altra, si ha un arco insulare; si ha invece un arco continentale quando una crosta oceanica scorre sotto una crosta continentale. In alcuni casi una singola zona di subduzione può mostrare entrambi gli aspetti lungo il suo margine.
Esempi tipici di arco insulare sono le Isole Marianne (nell'Oceano Pacifico occidentale) e le Piccole Antille (nell'Oceano Atlantico occidentale); all'inverso, le Ande sono un esempio di arco continentale. Il migliore esempio di arco doppio è invece l'arco aleutino, comprendente le Isole Aleutine, l'Alaska e la Kamčatka.
Un insieme di vulcani più o meno allineati ma che non formano una curva (come appunto negli archi) è detto cintura vulcanica.

## Petrologia
Nella zona di subduzione gli elementi volatili inclusi nella porzione di crosta subdotta inducono fusione parziale del mantello sovrastante, generando dei fusi la cui alcalinità aumenta all'aumentare della distanza dalla fossa. Il magma così creato risale la crosta e causa l'attività vulcanica degli archi.
Il tipo di attività e la distanza dell'arco dalla fossa dipendono dall'inclinazione della crosta subdotta. Con inclinazioni maggiori avremo archi molto più vicini alla fossa, con inclinazioni minori essi tenderanno invece ad allontanarsi, fino ad arrivare a valori inferiori a 10° nei quali non avviene magmatismo. La composizione chimica delle rocce eruttate dipenderà inoltre dalla crosta che non entra in subduzione: croste di tipo oceanico (quindi sottili) tenderanno a non consentire la formazione di grosse camere magmatiche; i prodotti eruttati non riusciranno quindi a differenziarsi. In croste di tipo continentale si formano invece grandi camere magmatiche in cui il magma avrà così modo di differenziarsi. I prodotti così eruttati saranno quindi anche molto diversi dal magma di partenza.
Allontanandosi dalla fossa il magma prodotto avrà caratteristiche diverse e avrà diverse evoluzioni, formando così 4 serie:
- serie bassa in potassio (tholeiti d'arco), è il magma che si trova più vicino alla fossa.
- serie calcalcalina
- serie alta in potassio
- serie shoshonitica

## Esempi

### Archi continentali

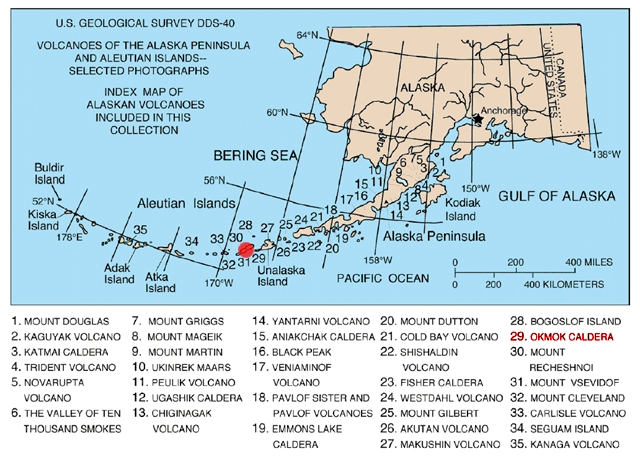
L'arco aleutino, con componente continentale e insulare.

- Ande
- Arco vulcanico delle Cascate
- Penisola di Alaska
- Kamčatka

### Archi insulari
- Arco vulcanico di Luzon
- Isole Aleutine
- Isole Curili
- Giappone e le isole Ryūkyū
- Arco delle Izu-Bonin-Marianne
- Filippine
- Isole Marianne
- Tonga e le isole Kermadec
- Creta e il Dodecaneso
- Isole Andamane e le Isole Nicobare
- Isole Mentawai
- Arco di Sunda
- Isole Tanimbar e Isole Kai
- Isole Salomone
- Arco Eoliano
- Arco vulcanico dell'Egeo meridionale
- Piccole Antille
- Georgia del Sud e isole Sandwich meridionali